# Asemum punctulatum
Asemum punctulatum là một loài bọ cánh cứng trong họ Cerambycidae.